# Arhalofenat
Arhalofenat ist ein in der klinischen Entwicklung befindlicher potenzieller Arzneistoff, der als Antidiabetikum bei der Behandlung des Typ-2-Diabetes eingesetzt werden soll. Chemisch ist er das (R)-Enantiomer des Halofenats. Arhalofenat ist ein Prodrug und wird als solches erst im Organismus in seine Wirkform, der freien (R)-(4-Chlorphenyl)-(3-trifluormethylphenoxy)essigsäure, überführt.

Wirkform von Arhalofenat

Diese vermittelt ihre Effekte als Partialagonist über Peroxisom-Proliferator-aktivierte Rezeptoren γ (PPARγ). Im Tierversuch konnte für Arhalofenat eine Insulin sensibilisierende und Blutzucker senkende Wirkung nachgewiesen werden. Darüber hinaus senkt Arhalofenat den Triglycerid-Spiegel im Blut über einen noch unbekannten Mechanismus.
Arhalofenat wird vom US-amerikanischen Pharmaunternehmen Metabolex entwickelt.

## Stereochemie
Arhalofenat ist das wirksame (R)-Enantiomer, das Eutomer, des racemischen Arzneistoffes Halofenat [1:1-Gemisch von (R)- und (S)-Enantiomer] mit einem Stereozentrum.